# 朴芝潤
朴芝潤（： Park Ji Yoon，1979年3月23日—），韓國电视主持人、前播音員。

## 演艺生涯
朴芝润于2004通过KBS第30期播音员公开招聘正式开启演艺生涯，曾主持《Classic Odyssey》《明星金鐘》等节目，2008年从KBS辞职转型自由职业主持人；此后出演《Crime Scene 犯罪現場》《舌战》《女高推理班》等节目获得大众的喜爱。

## 綜藝節目
- 2006年—2008年：KBS1《Classic Odyssey》
- 2006年—2008年：KBS2《明星金鐘》[6]
- 2007年—2008年：KBS1《TV承载着爱》[7]
- 2007年—2008年：KBS1《四美人曲》[8]
- 2008年：On Style《My Style Road》[9]
- 2008年：Mnet《Wide演艺新闻》[10]
- 2014年：JTBC《Crime Scene 犯罪現場》
- 2015年：JTBC《Crime Scene 犯罪現場 (第二季)》
- 2017年：JTBC《Crime Scene 犯罪現場 (第三季)》
- 2021年：TVING《女高推理班》
- 2021-2022年：MBC《血之遊戲》
- 2021-2022年：TVING《女高推理班2》
- 2024年：TVING《Crime Scene 犯罪現場回歸》[11]
- 2024年：TVING《女高推理班3》[12]

## 廣播節目
- KBS 2FM：《朴智允的歌謠廣場》

## 影视作品

### 電視劇
- 2009年：MBC《2009外人球團》[13]
- 2010年：SBS《大物》 裝飾 電視台同事
- 2010年：KBS《還想结婚的女人》
- 2015年：tvN《請回答1988》特別出演 飾演 朴芝潤

### 電影
- 2017年 《因為愛》

## 獲獎記錄
- 2006年：KBS演藝大獎—新人獎[14]
- 2007年：KBS演藝大獎—女子優秀獎[15]
- 2024年：第3屆青龍系列大獎—TIRTIR人氣明星賞

## 外部連結
- 朴芝潤的Instagram帳戶
- 朴芝潤個人naver blog （页面存档备份，存于）